# Capparis longistipitata
Capparis longistipitata là một loài thực vật có hoa trong họ Capparaceae. Loài này được Heine mô tả khoa học đầu tiên năm 1953.